# Recherches germaniques
Recherches germaniques ist eine internationale Fachzeitschrift für Germanistik, die 1971 in Straßburg von Gonthier-Louis Fink begründet wurde. Die Zeitschrift widmet sich der wissenschaftlichen Arbeit im Bereich der Literatur sowie der Kultur- und Ideengeschichte im deutschsprachigen Raum.
Sie erscheint zweimal im Jahr, sowohl als kostenfrei zugängliche Open-Access-Zeitschrift als auch in gedruckter Form bei der Fondation des Presses Universitaires de Strasbourg. Sie wird von Aurélie Choné herausgegeben.
Recherches Germaniques ist in zahlreichen Datenbanken (u. a. DOAJ, MIAR, MLA, CARHUS+, Index Copernicus international) gelistet und genießt internationale Anerkennung.

## Geschichte
Die Zeitschrift Recherches germaniques wurde 1971 auf Anregung einer Gruppe von Germanisten des Instituts für Germanistik (Institut d’Études Germaniques) der Université des Sciences Humaines in Straßburg gegründet (ab 1998 Université Marc Bloch, 2009 in die neue Université de Strasbourg integriert). Die Zeitschrift gehört zu den wissenschaftlichen Publikationen der Universität. Der erste Herausgeber war Gonthier-Louis Fink (bis 1997), Spezialist für Literatur und Kulturgeschichte des 18. Jahrhunderts.
Zwei Jahre nach Gründung der ebenfalls in Straßburg ansässigen Revue d’Allemagne, die sich vorzugsweise der  Kultur, Geschichte und Politik in den deutschsprachigen Ländern widmete, setzte sich Recherches germaniques zum Hauptziel, der wissenschaftlichen Gemeinschaft eine jährlich erscheinende Publikation zur Verfügung zu stellen, die umfangreiche Beiträge auf den Gebieten der deutschsprachigen Literatur-, Ideen- und Kulturgeschichte von der Reformationszeit bis zur Gegenwart publiziert, ohne dabei Beiträge aus dem Bereich der Mediävistik auszuschließen. Gleichzeitig verfolgte die Zeitschrift das Ziel, der französischen und internationalen Germanistik als Austauschforum zu dienen. In der Tat hat sich Recherches germaniques, der Bestimmung einer solchen grenzüberschreitenden Publikation gemäß, zu einem intensiven deutsch-französischen Austauschorgan entwickelt. Gerade in Bezug auf diese binationale Perspektive bestand der wissenschaftliche Beirat der ersten Jahrzehnte vornehmlich aus Experten der angrenzenden Universitäten Freiburg im Breisgau, Basel und Karlsruhe.
Nach vierjähriger Übergangszeit und gemeinsamer Leitung durch Arlette Bothorel, Hildegard Châtellier und Christine Maillard übernahm Letztere 2001 die alleinige Herausgeberschaft. In dieser Funktion wirkte Christine Maillard bis 2013. Nachdem die Zeitschrift bereits in den ersten zwei Jahrzehnten vom CNRS unterstützt worden war, genießt sie seit 2007 erneut dessen wissenschaftliche Anerkennung. Der wissenschaftliche Beirat wurde in diesem Zuge weiter internationalisiert. Ergänzend zu den jährlich erscheinenden Ausgaben publiziert die Zeitschrift seit 2003 auch Themenhefte, etwa aus Anlass von in Straßburg oder an anderen Universitäten veranstalteten Fachtagungen. Solche Bände, die immer auch internationale Beiträge beinhalten, spiegeln zudem zentrale Tendenzen der in Straßburg verfolgten Forschungsprojekte wider.
Von 2013 bis 2018 gaben Aurélie Choné und Catherine Repussard die nun von den Presses universitaires de Strasbourg publizierte Zeitschrift heraus. Der wissenschaftliche Beirat wurde weiter vergrößert und im Jahre 2014 legte sich die Zeitschrift ein neues Layout zu. Seitdem werden jährlich zwei Bände publiziert: ein Jahrbuch (Varia) und ein Themenheft (Hors-série). Seit 2018 liegt die Herausgeberschaft bei Aurélie Choné.
Seit dem 1. Januar 2019 ist Recherches germaniques auch über das geistes- und sozialwissenschaftliche Onlineportal OpenEdition abrufbar. Die verschiedenen Ausgaben können parallel zur Veröffentlichung in gedruckter Form nun als kostenfreies digitales Angebot genutzt werden.

## Redaktionelle Ausrichtung und Zielsetzung
Als „Hauptstadt Europas“ und zugleich Universitäts- und Grenzstadt liegt Straßburg an einem Schnittpunkt des kulturellen Austauschs zwischen Deutschland und Frankreich. Dieser besonderen geographischen Lage will die Fachzeitschrift als Forum der französischen sowie internationalen Germanistik Rechnung tragen.
Recherches germaniques widmet sich der wissenschaftlichen Arbeit in den Bereichen Literatur, Kultur- und Ideengeschichte des deutschsprachigen Raumes (Deutschland, Österreich, Schweiz…). Die Zeitschrift veröffentlicht Beiträge sowohl von anerkannten Germanistinnen und Germanisten aller fünf Kontinente als auch von Nachwuchswissenschaftlerinnen und Nachwuchswissenschaftlern. Die Artikel verfolgen klassische und neuere Forschungsansätze in der Germanistik, die teilweise transnationale und interdisziplinäre bzw. vergleichende deutsch-französische Perspektiven aufzeigen. Die Beiträge umfassen ein historisches Feld, das vom Mittelalter bis ins 21. Jahrhundert reicht.

## Publikationsform
Recherches germaniques ist eine Halbjahreszeitschrift für internationale Germanistik und publiziert jährlich ein Sammelheft (Varia) und ein Themenheft (Hors-série). Die auf Französisch oder Deutsch verfassten Artikel durchlaufen ein Doppelblindgutachten (Double-Blind Peer Review), welches das hohe wissenschaftliche Niveau der Zeitschrift garantiert.

## Publikum
Recherches germaniques wendet sich an Bachelor- und Masterstudierende, an Doktoranden und Doktorandinnen der Germanistik, Literatur- und Kulturwissenschaft, Kulturgeschichte und Philosophie sowie an Akademikerinnen und Akademiker, die sich für deutschsprachige Literatur, Kultur und Geschichte interessieren.

## Themenhefte
| Nummer    | Herausgeber                                                           | Thema                                                                                                   |
| --------- | --------------------------------------------------------------------- | --- |
| n°19/2024 | Marcus Hahn, Elisabeth Petereit, Avraham Rot, Céline Trautmann-Waller | Naturalisierung der Kunst? Anthropologie und Ästhetik seit 1850                                         |
| n°18/2023 | Maryse Staiber, Dirk Weissmann                                        | Deutsch-französische Schriftstelleridentitäten                                                          |
| n°17/2022 | Anne-Sophie Hillard, Catherine Repussard                              | Menschen, Übermenschen, Nachmenschen. Neue Themen der aktuellen Science Fiction                         |
| n°16/2021 | Christine Maillard, Sonia Goldblum                                    | Mystik und Psyche in interkultureller Perspektive                                                       |
| n°15/2020 | Oliver Schlaudt, Françoise Willmann                                   | Alfred Sohn-Rethel (1899–1990). Kontroversen um einen materialistischen Philosophen                     |
| n°14/2019 | Maryse Staiber, Klaus Wieland                                         | Modellanalysen zur Lyrik der Frühen Moderne 1890–1930                                                   |
| n°13/2018 | Jean-Pierre Brach, Aurélie Choné                                      | Ein alchimistischer Roman in Straßburg. Die Chymische Hochzeit des Christian Rosencreutz 1616–2016      |
| n°12/2017 | Christine Maillard                                                    | Die deutschsprachigen Länder und der Iran (19. u. 20. Jhdt.). Alteritätserfahrungen und Identitätssuche |
| n°11/2016 | Catherine Repussard                                                   | Lebensreform – Antiglobalisierung. Metamorphose der Alternativbewegungen?                               |
| n°10/2015 | Aurélie Choné, Catherine Repussard                                    | Von Tieren und Menschen. Wissen, Repräsentationen, Interaktionen                                        |
| n°9/2014  | Véronique Liard, Christine Maillard                                   | Carl Gustav Jung (1875–1961). Ein neuer Zugang zum Gesamtwerk                                           |
| n°8/2013  | Christine Maillard                                                    | Kunst, Wissenschaften und Psychologie. Über das Rote Buch (1914–1930)                                   |
| n°7/2012  | Aurélie Choné, Catherine Repussard                                    | Les mondes germaniques et les « villes-mirages » de la fin du XIXe siècle à nos jours                   |
| n°6/2011  | Marc Cluet, Monique Mombert                                           | Mouvements de jeunesse / Jeunes en mouvements                                                           |
| n°5/2010  | Michael Lützeler, Christine Maillard                                  | Hermann Broch: Religion, Mythos, Utopie – zur ethischen Perspektive seines Werks                        |
| n°4/2009  | Emmanuel Béhague, Valérie Carré                                       | L'identité collective et sa représentation dans le cinéma, le théâtre et la littérature d'aujourd'hui   |
| n°3/2008  | Christine Maillard                                                    | Interkulturelles Schreiben                                                                              |
| n°2/2007  | Ruth Vogel-Klein                                                      | W.G. Sebald – Erinnerung. Übertragungen. Bilder.                                                        |
| n°1/2002  | Christine Maillard                                                    | Sciences, sciences occultes et littérature 1890–1935                                                    |

## Wissenschaftlicher Beirat
- Thomas Anz – Philipps-Universität Marburg
- Philippe Despoix  – Université de Montréal
- Marino Freschi – Università di Roma Tre
- Dirk Göttsche – University of Nottingham
- Michel Grunewald – Université de Lorraine, Metz
- Ortrud Gutjahr – Universität Hamburg
- Ralf Häfner – Albert-Ludwigs-Universität Freiburg
- Michael Hofmann – Universität Paderborn
- Uwe Japp – Karlsruher Institut für Technologie
- Eva Kimminich – Universität Potsdam
- Florian Krobb  – Maynooth University
- Paul Michael Lützeler – Washington University in St. Louis
- Christine Maillard – Université de Strasbourg
- Klaus-Detlef Müller – Eberhard Karls University of Tübingen
- Rolf G. Renner – Albert-Ludwigs-Universität Freiburg
- Gerhard Sauder – Universität des Saarlandes
- Maryse Staiber – Université de Strasbourg[26]

## Redaktionskomitee
Redaktionssekretär: Alexandre Zeitler, wissenschaftlicher Mitarbeiter, Université de Strasbourg
- Britta Benert – Professorin für Vergleichende Literaturwissenschaft an der Université de Strasbourg
- Aurélie Le Née – Professorin am Département d'allemand, Université de Strasbourg
- Sonia Goldblum – Professorin an der Université de Haute-Alsace (Mulhouse)
- Maxim Görke – DAAD-Lektor, Université de Strasbourg
- Theresa Heyer – DAAD-Lektorin, Université de Strasbourg
- Elisabeth Petereit  – wissenschaftliche Lehrkraft[27]

## Rankings und Datenbanken
BASE, BNF data, BNF Catalogue général, CARHUS +, DOAJ, Ebsco Discovery Service, Elektronische Zeitschriftenbibliothek, Ent'revues, Google Scholar, HAL, Index Copernicus International, Isidore CCSD/CNRS, JournalTOCs, JURN, MIAR, Mir@bel, MLA, Norwegian Register for Scientific Journals, Oaister, OpenAIRE, Ovid Link Solver, SCIMago Journal, Sudoc ABES, UnivOak, WorldCat.